# Faye (Loir-et-Cher)
Faye ist eine französische Gemeinde mit 220 Einwohnern (Stand: 1. Januar 2022) im Département Loir-et-Cher in der Region Centre-Val de Loire. Sie gehört zum Kanton Montoire-sur-le-Loir und zum Arrondissement Vendôme. 
Sie grenzt im Nordwesten an Rocé, im Norden an Renay, im Nordosten an La Chapelle-Enchérie, im Osten an Oucques La Nouvelle mit Sainte-Gemmes, im Südosten an Selommes und im Südwesten an Villetrun.

## Bevölkerungsentwicklung
| Jahr      | 1962 | 1968 | 1975 | 1982 | 1990 | 1999 | 2008 | 2017 |
| --------- | ---- | ---- | ---- | ---- | ---- | ---- | ---- | ---- |
| Einwohner | 210  | 187  | 157  | 152  | 152  | 182  | 201  | 243  |